# Айтей (Алматинська область)
Айте́й (каз. Әйтей) — село у складі Карасайського району Алматинської області Казахстану. Адміністративний центр Айтейського сільського округу.
До 1993 року село називалось Інтернаціонал.
Населення — 6932 особи (2021; 3081 у 2009, 1569 у 1999, 1593 у 1989).